# Resolution 688 des UN-Sicherheitsrates
Die Resolution 688 des UN-Sicherheitsrates ist eine Resolution, die der Sicherheitsrat der Vereinten Nationen am 5. April 1991 in seiner 2982. Sitzung beschloss. In der Resolution setzte sich der Sicherheitsrat mit den systematischen Vertreibungen der Kurden im Irak im Jahr 1991 auseinander.
Um die Situation als „Bedrohung des Friedens“ nach Art. 39 UN-Charta qualifizieren zu können und dabei gleichzeitig die Hürde nach Art. 2 Abs. 7 UN-Charta zu wahren, bezog sich der Sicherheitsrat bei seiner Einschätzung auf die vertriebenen Kurden, die in die Nachbarländer des Irak flüchteten, und nicht direkt auf die staatsinterne Menschenrechtssituation.